# Francisco Peña (giocatore di baseball)
Francisco Antonio Peña (Santiago de los Caballeros, 12 ottobre 1989) è un giocatore di baseball dominicano, ricevitore per i Oakland Athletics nella Major League Baseball (MLB).
Suo padre Tony Peña è stato un ricevitore nella MLB e dal 2006 è il bench coach dei New York Yankees.

## Carriera

### Minor League
Peña firmò l'8 luglio 2006 come free agent con i New York Mets. Nel 2007 iniziò nella South Atlantic League singolo A con i Savannah Sand Gnats. Concluse con .210 di media battuta, 30 punti battuti a casa (RBI) e 26 punti in 103 partite. Nel 2008 con i Sand Gnats finì con .264 alla battuta, 41 RBI e 34 punti in 105 partite, ottenendo un premio individuale.
Nel 2009 passò nella Florida State League singolo A avanzato con i St. Lucie Mets finendo con .224 alla battuta, 44 RBI e 43 punti in 100 partite, ottenendo un premio. Nel 2010 giocò nella Gulf Coast League rookie finendo con .313 alla battuta, 2 RBI e 4 punti in 10 partite. Successivamente giocò con i St. Lucie Mets finendo con .270 alla battuta, 7 RBI e 3 punti in 10 partite.
Nel 2011 con i St. Lucie Mets finì con .223 alla battuta, 37 RBI e 28 punti in 95 partite. Nel 2012 con i St. Lucie Mets finì con .254 alla battuta, 22 RBI e 19 punti in 41 partite. Successivamente passò nella Eastern League doppio A con i Binghamton Mets finendo con .198 alla battuta, 17 RBI e 14 punti in 40 partite. Passò la stagione 2013 con i Las Vegas 51s in AAA, terminata la stagione divenne free agent.
Il 17 novembre firmò con i Kansas City Royals, che lo inserirono nel roster dei 40 uomini.

### Major League
Peña debuttò nella MLB il 20 maggio 2014 al Kauffman Stadium di Kansas City, contro i Chicago White Sox.
Nel 2015 i Royals vinsero le World Series, il primo campionato dopo 30 anni. Peña concluse la stagione con 8 partite giocate, nessuna di queste durante la postseason, e fu invitato alla premiazione ufficiale.
Peña fu scambiato il 2 dicembre 2015 con i Baltimore Orioles in cambio di un compenso monetario.
Il 13 dicembre 2017, Peña firmò un contratto di minor league con i St. Louis Cardinals.
Il 2 maggio 2019, i Cardinals scambiarono Peña con i San Francisco Giants in cambio di una somma in denaro. Giocò esclusivamente nella Tripla-A, concludendo la stagione con zero presenze nella MLB.
Il 4 gennaio 2020, Peña firmò un contratto di minor league con i Cincinnati Reds. Divenne free agent a fine stagione.
Il 2 dicembre 2020, Peña firmò un contratto di minor league con gli Oakland Athletics.

## Nazionale
Con la nazionale di baseball della Repubblica Dominicana disputò e vinse il World Baseball Classic 2013

## Palmarès

### Club
- World Series: 1

Kansas City Royals: 2015

### Individuale
- (1) Mid-Season All-Star nella Florida State League con i St. Lucie Mets (20 giugno 2009)
- (1) Mid-Season All-Star nella South Atlantic League con i Savannah Sand Gnats (17 giugno 2008)

### Nazionale
- World Baseball Classic:  Medaglia d'Oro

Team Rep. Dominicana: 2013